# Кемаль (река)
Кемаль — река в России, протекает по территории Ильинского района Пермского края. Устье реки находится в 4,3 км по правому берегу Обвинского залива Камского водохранилища. Длина реки составляет 14 км.

## География и гидрология
Исток реки находится у нежилой деревни Казённая Пашня в 10 км к юго-востоку от посёлка Ильинский. Река течёт на северо-восток, впадает в Обвинский залив Камского водохранилища по правому берегу в 4,3 км от соединения залива с водохранилищем. До создания Камского водохранилища река была притоком Обвы.
Вдоль Кемали от истока к устью расположены населённые пункты — Малахи, Рябова, Бор, Лехино, Слободка. В устье реки стоит деревня Усть-Кемаль.

## Данные водного реестра
По данным государственного водного реестра России относится к Камскому бассейновому округу, водохозяйственный участок реки — Кама от города Березники до Камского гидроузла, без реки Косьва (от истока до Широковского гидроузла), Чусовая и Сылва, речной подбассейн реки — бассейны притоков Камы до впадения Белой. Речной бассейн реки — Кама.
Код объекта в государственном водном реестре — 10010100912111100009868.